# L'Île du Point Némo
L'Île du Point Némo est un roman de Jean-Marie Blas de Roblès paru en 2014 aux éditions Zulma. Parodiant les œuvres de Jules Verne, Arthur Conan Doyle, Agatha Christie et Philip K. Dick réunis, ce roman emprunte à l'uchronie et à la science-fiction pour décrire les aventures d'une équipée improbable à la recherche d'un diamant volé et d'un criminel en série.

## Résumé
L'intrigue commence par la découverte de trois pieds droits humains sectionnés rejetés par la mer, et le vol d'un diamant Anankè d'une valeur inestimable, avec divers messages codés, diverses maladies, divers virus informatiques, un magicien chinois, des lecteurs (de littérature et davantage) en fabrique de tabac, un ptéronave Tolstoï1239, une trappette antiviol, et tout un bric-à-brac d'autres inventions.[pas clair]
Cette œuvre romanesque, baroque, picaresque, rocambolesque, serait une actualisation de divers Voyages extraordinaires de Jules Verne, mâtinée de rappels de Arthur Conan Doyle,  Alexandre Dumas, H. P. Lovecraft, Herman Melville ou Philip K. Dick, avec également des références à la Nef des fous, à Victor Hugo, et des télégrammes de la nuit à la façon de Sei Shōnagon.[réf. nécessaire]

## Personnages
Les personnages principaux de l'intrigue principale (itinérante et internationale) sont :
- Martial Canterel, et son assistante, Miss Alice Margaret Sherrington ;
- John Shylock Holmes, assisté ou assistant de Grimod de la Reynière ;
- Chaweria Chauchat, dite Lady MacRae, et sa fille Verity ;
- le Docteur Charles-Joseph Mardrus ;
- le professeur Sanglard ;
- Litterbag, l'unique policier ;
- Cyrus Smith, et Martyrio, la « Révérende Mère » ;
- le capitaine Ward, et tant d'autres, dont le voleur supposé, « l'Enjambeur Nô ».

Les deux ou trois intrigues secondaires, sédentaires et françaises, plus sexualisées, déconseillées à des lecteurs trop jeunes, courent autour de 
- Wang-li Wong, entrepreneur en fabrication de tablettes-liseuses, en Périgord noir, sa DRH Louise le Galle, son pigeon de concours Free Legs Diamond, son employée Charlotte ;
- Arnaud Beaubrun et Yrose Beaubrun ;
- Dieumercie Bonacieux, son épouse Carmen, son copain JJ.

## Réception
« Derrière cet hommage à la littérature populaire, il y a également un hommage au livre et à la lecture. De longs passages sont consacrés à la lecture comme outil premier d’éducation, et donc de liberté, que ce soit de nos jours ou bien dans les manufactures de cigares. »[réf. nécessaire]

## Éditions
- Éditions Zulma, Paris, 2014, 460 p.,  (ISBN 9782843046971), (BNF 43830212).
- Poche Collection Points, 2016  (ISBN 9782757848913)
- Livre audio lu par Thibault de Montalembert, Audiolib, Paris, 2015, 2 disques compact (durée : 12 heures 36 minutes),  (EAN 9782356418609), (BNF 44291441).

## Prix et distinctions
- Prix Libr'à Nous 2014
- Sélection 2017 Prix du meilleurs roman des lecteurs de Points[2]